# 拉斯尼茨河畔弗劳恩塔尔
拉斯尼茨河畔弗劳恩塔尔是奥地利施蒂利亚州德意志兰茨贝格县的一个市镇。总面积15.52平方公里，总人口2939人，人口密度189.4人/平方公里（2001年）。